# 小行星2055
小行星2055（2055 Dvořák）是一颗绕太阳运转的小行星，为火星轨道穿越小行星。该小行星于1974年2月发现。
該小行星以捷克作曲家安東寧·德弗札克命名。

## 轨道参数
小行星2055的轨道半长轴为2.3111040 UA，离心率为0.309。